# Буктиња (часопис)
Буктиња је био месечни социјално-политички часопис.
Излазио је у Београду, месечно, од новембра 1923. до новембра/децембра 1926.. Буктиња је идејно и политички била везана за Републиканску странку Јаше Продановића. 
Први уредник је био Милан. В Богдановић, а затим Михаило С. Петровић. 
Сарадници су били: Јаша Продановић, Љ. Тодоровић, Н. Ђоновић, Д. Трифуновић, Момчило Настасијевић, Д. Иконић, Бранимир Ћосић, С. Пауновић, Густав Крклец и др.